# Obrambni stolp
Utrjen stolp (tudi obrambni stolp ali grajski stolp ali samo stolp) je ena od obrambnih struktur, ki se je uporabljala v utrdbah, kot so gradovi, skupaj z obzidjem. Grajski stolpi imajo lahko številne različne oblike in izpolnjujejo različne funkcije.

## Opis in oblika stolpov
V antiki in srednjem veku so obrambni stolpi zgrajeni na vzpetini nad okoliškim terenom, znatno pripomogli k obrambi. Strelno orožje kot so loki in samostreli niso imeli večjega vpliva in se niso mogli učinkovito uporabljati. Da bi omogočili uporabo tega orožja branilcem, so bili stolpi opremljeni z odprto ali pokrito obrambno ploščadjo, ki je bila obdana s parapetom in pogosto opremljena s prsobranom in cinami. V nižjih nadstropjih so imeli stolpi dodatne vrzeli – strelnice.
Večina srednjeveških stolpov je bila vključeni v večje utrdbe, na primer, v obzidje ali so bili sestavni del gradu. Zgodnje srednjeveški stolpi so bili pogosto zgrajeni kot lesena konstrukcija, v visokem srednjem veku pa večje konstrukcije praviloma iz kamna. Kamniti stolpi so bili okrepljeni s krožnim zidom. Posebej stabilen v primeru uporabe oblegovalnih naprav, se je izkazal krožen (ali polkrožen) stolp.
Stolpi so bili uporabljeni tudi kot samostojna zgradba. Pogosto so prevzeli funkcijo stražnega stolpa ali kontrolne postaje (na primer carinski stolp). V podeželskih in redko poseljenih območjih, so lahko prevzeli vlogo majhnega zatočišča. Včasih so tudi trdnjavske cerkve z utrjenimi stolpi uporabljali kot zaklonišča za lokalne prebivalce v primeru napadov.
Včasih so imeli stolpi v notranjosti iz taktičnih razlogov desno spiralno stopnišče tako, da so bili napadalci desničarji z mečem ovirani, branilci pa so imeli prednost.
Osamljeni stolpi so bili, tako kot tudi druge srednjeveške utrdbe, če je le bilo mogoče, zgrajeni na težko dostopnih mestih, enostavnih za obrambo.

### Pravokotni stolpi
Kvadratni ali pravokotni stolpi so bili enostavni za gradnjo in so omogočali dobro uporabnost notranjega prostora. Njihova pomanjkljivost je bila, da so bili vogali dovzetni za ruušenje. Kljub tej ranljivosti so se pravokotni stolpi še naprej uporabljali, večinoma jih je uporabljala muslimanska vojaška arhitektura. 

### Okrogli stolpi
Okrogli stolpi, imenovane tudi bobnasti stolpi , so bili bolj odporni na izstrelke različnih oblegovalnih naprav kot kvadratni stolpi. Krožno ospredje je bolj odporno kot ravne stene kvadratnega stolpa, podobno kot nosilni lok. To načelo je bilo znano že v antiki. 

### Podkvasti stolpi
Podkvasta oblika (ali oblika črke D) stolpa je kompromis, ki ponuja najboljše od krožnega in kvadratnega stolpa. Polkrožna stran (tista, obrnjena proti napadalcu) se je lahko upirala oblegovalnim napravam, medtem ko je bil pravokotni del na hrbtni strani in je omogočal boljši notranji prostor in veliko obrambno ploščad na vrhu. Veliki stolpi na Krak des Chevaliers in vhodni stolpi na gradu Harlech so primeri dobre prakse. Armenski gradovi kot je Lampron so tudi uporabljali prednost tega sloga.

### Poligonalni stolpi
Splošna oblika osmerokotnega stolpa se je uporabljala v nekaterih bergfridih in v Castel del Monte v Italiji.
Obstajajo tudi hibridne oblike. Na primer bivalno-obrambni grad ali donžon Château Gaillard je okrogel, a ima tudi trikotni kljun, ki je odbijal izstrelke.

## Stolpi s specifičnimi funkcijami
- Stolpi v obzidju (nadpomenka za stolpe) so stolpi, ki so povezani z obrambnim zidom. Zagotavljajo obrambo pred bočnim ognjem iz samostrelov ali drugih izstrelkov. Medtem ko so imeli staufovski gradovi pravokotne stolpe spredaj z zidom, so poznejši stolpi v obzidju imeli posebne dodatke, ki so preusmerjali izstrelke. Če so bili vogalni stolpi daleč narazen, so lahko dodali dodatne stolpe med njimi. Stolpi v zunanjem obzidju so bili pogosto odprti na notranji strani.
- Bočni stolp (tudi flankirni stolp) je stolp v obzidju, nameščen navadno poleg grajskega vhoda za njegovo bočno obrambo. Štrli na zunanji strani, pri čemer so vmesne odseki obzidja lahko prevlečeni ob bočni strani stolpa za uporabo orožja dolgega dosega. To temeljno načelo je bilo dokončno razvito v moderni trdnjavi za bastijon. Bočni stolp je lahko tudi visok kot obzidje, tako da so obzidje in obrambne ploščadi stolpov priključene na enaki ravni.
- Pol stolp je stolp odprt na zadnji strani v zunanjem obroču obzidja. Pol stolpe najdemo na primer v cvingerih ali na skladiščnem delu gradu. Odprta zadnja stran preprečuje napadalcu prodreti v pokrit del stolpa. Iz višje ležečih notranjih predelov so lahko napadalca prestregli.
- Vogalni stolpič (tudi bartizan, francosko echaugette) je majhen stolp zgrajen na vogalih in štrli čez obzidje. Vogalne stolpe so dodajali v poznem srednjem veku v utrdbe na zgornjem koncu zidu v kotih (tudi na večje stražne stolpe) in so služili kot strelna mesta ali mesta za opazovanje.
- Baterijski stolp: standard je bil razvit v zgodnji moderni dobi kot tip krožnega ali polkrožnega stolpa, ki je bil opremljen s strelnimi linami, notranjost pa je omogočala postavitev številnih topov v več nivojih.

- Pravokoten in krožen stolp štrlita iz obzidja v Krak des Chevaliers.
- Osmerokoten vogalni stolp v Castel del Monte, Apulija.
- Stolpi v obzidju in kvadratni vhodni stolp v Citadeli v Alepu.
- Pravokoten bivalno-obrambni grad in okrogel stolp v Château de Falaise.
- Stolpa dvojčka v Nemških vratih, motni grad v Metzu.
- Stolp Albarrana v gradu Paderne (Portugalska)